# Бруннталь
Бруннталь (нім. Brunnthal) — громада в Німеччині, розташована в землі Баварія. Підпорядковується адміністративному округу Верхня Баварія. Входить до складу району Мюнхен.
Площа — 26,92 км2. Населення становить 5547 ос. (станом на 31 грудня 2020).